# تيري بروس
تيري بروس (بالإنجليزية: Terry Bruce)‏ هو سياسي أمريكي، ولد في 5 مارس 1975. حزبياً، نشط في الحزب الجمهوري. وقد انتخب عضو مجلس ولاية كانساس.